# Кревсун Олександр Віталійович
Олександр Кревсун (каз. Alexander Krevsun, нар. 2 червня 1980, Караганда — пом. 3 липня 2002, Тольятті) — казахський хокеїст, що грав на позиції крайнього нападника.

## Ігрова кар'єра
У 15-и річному віці переїхав до Тольятті, де в 1997 році розпочав професійну хокейну кар'єру виступами за місцеву «Ладу».
Сезон 1998/99 провів виступаючи за самарський клуб ЦСК ВВС. Частину сезону 1999/2000 провів у складі московської команди «Крила Рад»
1999 року був обраний на драфті НХЛ під 124-м загальним номером командою «Нашвілл Предаторс».
У складі молодіжної збірної Казахстану виступав на молодіжному чемпіонаті світу 2000 року.
Сезон 2000/01 провів виступаючи за команди в нижчих дивізіонах північноамериканських ліг «Новий Орлеан Брасс» та «Мілвокі Едміралс».
Влітку 2002 поівернувся до Самари, де в складі ЦСК ВВС розпочав підготовку до чемпіонату. Під час одного з тренувань 3 липня 2002 через геморагічний інсульт був шпиталізований до міської лікарні Тольятті, де і помер не приходячи до тями.

## Статистика
| Сезон   | Клуб                 | Ліга       | Регулярний сезон | Регулярний сезон | Регулярний сезон | Регулярний сезон | Регулярний сезон | Плей-оф | Плей-оф | Плей-оф | Плей-оф | Плей-оф |
| Сезон   | Клуб                 | Ліга       | І                | Г                | П                | О                | ШХ               | І       | Г       | П       | О       | ШХ      |
| ------- | -------------------- | ---------- | ---------------- | ---------------- | ---------------- | ---------------- | ---------------- | ------- | ------- | ------- | ------- | ------- |
| 1996/97 | «Лада»               | ЧР         | 2                | 0                | 0                | 0                | 0                | 0       | 0       | 0       | 0       | 0       |
| 1997/98 | Лада-2               | Перша ліга | 37               | 10               | 5                | 15               | 24               | --      | --      | --      | --      | --      |
|         | Лада                 | ЧР         | --               | --               | --               | --               | --               | 1       | 0       | 0       | 0       | 0       |
| 1998/99 | Лада-2               | Перша ліга | 24               | 10               | 4                | 14               | 30               | --      | --      | --      | --      | --      |
|         | ЦСК ВВС-2            | Перша ліга | 8                | 4                | 0                | 4                | 4                | --      | --      | --      | --      | --      |
|         | ЦСК ВВС              | ЧР         | 6                | 0                | 2                | 2                | 4                | 2       | 0       | 0       | 0       | 0       |
| 1999/00 | ЦСК ВВС              | ЧР         | 2                | 0                | 0                | 0                | 0                | --      | --      | --      | --      | --      |
|         | Лада-2               | Перша ліга | 29               | 10               | 4                | 14               | 24               | --      | --      | --      | --      | --      |
|         | «Крила Рад»          | ЧР         | 18               | 2                | 2                | 4                | 24               | --      | --      | --      | --      | --      |
| 2000/01 | «Новий Орлеан Брасс» | ХЛСУ       | 48               | 8                | 13               | 21               | 24               | 4       | 0       | 0       | 0       | 0       |
|         | «Мілвокі Едміралс»   | ІХЛ        | 1                | 0                | 0                | 0                | 0                | --      | --      | --      | --      | --      |